# Dębe Wielkie (gromada)
Dębe Wielkie – dawna gromada, czyli najmniejsza jednostka podziału terytorialnego Polskiej Rzeczypospolitej Ludowej w latach 1954–1972.
Gromady, z gromadzkimi radami narodowymi (GRN) jako organami władzy najniższego stopnia na wsi, funkcjonowały od reformy reorganizującej administrację wiejską przeprowadzonej jesienią 1954 do momentu ich zniesienia z dniem 1 stycznia 1973, tym samym wypierając organizację gminną w latach 1954–1972.
Gromadę Dębe Wielkie z siedzibą GRN w Dębem Wielkim utworzono – jako jedną z 8759 gromad na obszarze Polski – w powiecie mińskim w woj. warszawskim, na mocy uchwały nr VI/10/7/54 WRN w Warszawie z dnia 5 października 1954. W skład jednostki weszły obszary dotychczasowych gromad Aleksandrówka, Cezarów, Cięciwa, Dębe Wielkie, Olesin, Ostrów-Kania i Rysie (z wyłączeniem kolonii Kierz) ze zniesionej gminy Dębe Wielkie oraz obszar dotychczasowej gromady Górki ze zniesionej gminy Glinianka w tymże powiecie. Dla gromady ustalono 24 członków gromadzkiej rady narodowej.
31 grudnia 1959 do gromady Dębe Wielkie przyłączono obszar zniesionej gromady Chrośla w tymże powiecie.
Gromada przetrwała do końca 1972 roku, czyli do kolejnej reformy gminnej. 1 stycznia 1973 w powiecie mińskim reaktywowano gminę Dębe Wielkie.